# Ferdinand d'Eckstein
Ferdinand d'Eckstein, född den 1 september 1790 i Köpenhamn, död den 25 november 1861 i Paris, var en danskfödd fransk baron och journalist.
Eckstein var av judisk börd, men hans familj hade redan före hans födelse upptagits i lutherska kyrkan. Själv övergick han 1807 till katolicismen, tillhörde 1813–1814 Lützows friskara, inträdde sedermera i holländsk tjänst, var polisdirektör i Gent under Ludvig XVIII:s vistelse där (1815) samt utnämndes av denne kung först till polismästare i Marseille och sedan till generalinspektör i polisministeriet, varjämte han upphöjdes i friherrligt stånd. År 1826 upprättade han den ultramontana tidningen "Le catholique". Eckstein anses som en av Joseph de Maistres mest framstående lärjungar. Som journalist utövade han en betydande verksamhet. Hans främsta mål var att ådagalägga den romersk-katolska kyrkans berättigande.